# Allopauropus pachyflagellus
Allopauropus pachyflagellus är en mångfotingart som beskrevs av Ulf Scheller 1997. Allopauropus pachyflagellus ingår i släktet småfåfotingar, och familjen fåfotingar. Inga underarter finns listade i Catalogue of Life.